# Sofa Surfers
Sofa Surfers egy ausztriai zenekar, mely a rock és az elektronikus zene (jelen esetben, trip-hop, dub, acid jazz és chill-out) különös egyvelegét játssza.
Az Encounters albumon számos vendégelőadó szerepelt – például Sensational, Oddateee, Jeb Loy Nichols, DJ Collage, Lil Desmond Levy, Junior Delgado, Dawna Lee, Mark Stewart és MC Santana. Az új albumon, a Sofa Surfersen Mani Obeya énekel.

## Diszkográfia
- Transit (Klein Records, Universal, 1997)
- Cargo (Klein Records/Motor Records, 2000)
- Constructions: Sofa Surfers Remixed & Dubbed (Klein Records/Motor Records, 2000)
- Encounters (Klein Records/Virgin, 2002)
- Sofa Surfers (Klein Records, 2006)
- Sofa Surfers (2010)

## Soundtracks
- 2000 Komm, süßer Tod
- 2004 Silentium
- 2009 Der Knochenmann

## Külső hivatkozások
- A hivatalos Sofa Surfers oldal
- Képek a Sofa Surfers 2006-os salzburgi koncertjéről